# Erythea (revista)
Erythea  fue una revista ilustrada con descripciones botánicas que fue editada en Berkeley, Estados Unidos. Fueron publicados 8 números en los años 1893-1938 [estuvo suspendida de 1900 a 1921].